# نيتينيو (لاعب كرة قدم)
نيتينيو هو لاعب كرة قدم برازيلي في مركز الوسط، ولد في 4 نوفمبر 1993 في فييرا دي سانتانا في البرازيل. لعب مع Phoenix FC ‏.